# Liste der Straßennamen von Sparneck
Die Liste der Straßennamen von Sparneck bietet eine Übersicht über die Straßennamen des oberfränkischen Marktes Sparneck.
| Name/Jahr der Benennung/Geoposition | Namensherkunft | Lage | Bild |
| ----------------------------------- | --- | --- | ---- |
| Alte Münchberger Straße             | Richtung Münchberg | |      |
| Am Kirchfeld                        | | |      |
| Am Steinbühl                        | Liegt am Hang des Steinbühls (602 m) | Der Weg ist eine Abzweigung der Steinbühlleite. |      |
| Benker Weg                          | Benk | Der Weg führt in Richtung Benk, der Verkehr fließt allerdings über Weißdorf. |      |
| Bergstraße                          | Berg: Ansteigende Straße | Die Straße ist die Zufahrt zur katholischen Kirche. Am unteren Ende schließt sich die obere Talstraße an. |      |
| Birkenweg                           | Birke, Teil mehrerer nach Bäumen benannten Wege | |      |
| Blumenau                            | | |      |
| Buchenweg                           | Buche, Teil mehrerer nach Bäumen benannten Wege | |      |
| Egerweg                             | Eger, Teil mehrerer nach Flüssen benannten Wege | |      |
| Einzelstraße                        | Die Einzel ist ein einzelner Bauernhof. | Die Straße ist Verbindungsstraße zur Einzel und zum Ortsteil Brandenstumpf. |      |
| Epprechtsteinstraße                 | Epprechtstein, Teil mehrerer nach markanten nahegelegenen Bergen des Fichtelgebirges benannter Straßen.                                                | |      |
| Fichtenweg                          | Fichte, Teil mehrerer nach Bäumen benannten Wege | |      |
| Fliederstraße                       | Flieder, Teil mehrerer nach Blumen und Sträuchern benannten Straßen                                                                                    | |      |
| Förstersgarten                      | Areal hinter dem ehemaligen Forsthaus | Die Straße ist eine Abzweigung der Bergstraße. |      |
| Hans-Hoffmann-Platz                 | Hans Hoffmann, Pionier der Elektrizitätsversorgung | Der Platz am Marktplatz ist neben dem Mühlteichplatz einer der beiden zentralen Plätze in Ortsmitte. |      |
| Humbertstraße                       | Johanna Humbert, geborene Kießling, wanderte nach Amerika aus und stiftete später in Erinnerung an ihre Heimat die Heimatliebe.                        | Die Straße läuft vom Marktplatz bzw. der Münchberger Straße bis zur Heimatliebe. |      |
| Joseph-Müller-Straße                | Joseph Müller, lokaler Unternehmer, der u. a. ein Kunststoffpresswerk betrieben hat.                                                                   | |      |
| Karl-Flehmig-Straße                 | Karl Flehmig, örtlich bedeutsamer Fabrikant, die Flehmig-Werke gehörten zur regionalen Textilindustrie, im Ort wurden Arbeiterwohnungen geschaffen.    | |      |
| Kirchgasse                          | Veitskirche | Kurze Gasse, die direkt zur Veitskirche hinführt. |      |
| Mainweg                             | Main, Teil mehrerer nach Flüssen benannten Wege | |      |
| Marktplatz                          | Marktplatz | Die Durchgangsstraße von Münchberg nach Weißenstadt (HO 18) untergliedert sich im Ort als Münchberger Straße, Marktplatz und Weißenstädter Straße. Die Durchgangsstraße von Weißdorf nach Zell im Fichtelgebirge (HO 20) untergliedert sich im Ort als Weißdorfer Straße, Marktplatz und Weißenstädter Straße. Marktplatz ist eine Straßenbezeichnung, der eigentliche Platz heißt Hans-Hoffmann-Platz. |      |
| Mühlteichplatz                      | An Stelle des Platzes befand sich früher der Mühlteich einer Getreidemühle.                                                                            | Der Mühlteichplatz ist neben dem Hans-Hoffmann-Platz einer der beiden zentralen Plätze in Ortsmitte. Oberhalb des Platzes befindet sich das Feezsche Amtshaus. |      |
| Münchberger Straße                  | Münchberg | Die Durchgangsstraße von Münchberg nach Weißenstadt (HO 18) untergliedert sich im Ort als Münchberger Straße, Marktplatz und Weißenstädter Straße. |      |
| Naabweg                             | Naab, Teil mehrerer nach Flüssen benannten Wege | |      |
| Nelkenstraße                        | Nelke, Teil mehrerer nach Blumen und Sträuchern benannten Straßen                                                                                      | |      |
| Ochsenkopfstraße                    | Ochsenkopf, Teil mehrerer nach markanten nahegelegenen Bergen des Fichtelgebirges benannter Straßen.                                                   | |      |
| Oderstraße                          | Oder, Teil mehrerer nach Flüssen benannten Wege | |      |
| Peuntstraße                         | Peunt | |      |
| Pfarrbachweg                        | Weg parallel zum Pfarrbach | |      |
| Raiffeisenweg                       | Am Ende des Weges befand sich ein Lager der Raiffeisen. Friedrich Wilhelm Raiffeisen hat sich für die Entwicklung der Landwirtschaft verdient gemacht. | Der Weg ist eine Stichstraße von der Münchberger Straße abzweigend. |      |
| Rosenstraße                         | Rose, Teil mehrerer nach Blumen und Sträuchern benannten Straßen                                                                                       | |      |
| Rosmarienstraße                     | | |      |
| Saaleweg                            | Saale, Teil mehrerer nach Flüssen benannten Wege | |      |
| Saalmühlstraße                      | Weg zur abseits gelegenen Saalmühle | |      |
| Schartenweg                         | | |      |
| Schlossgasse                        | Schloss Sparneck, Sitz der Familie von Sparneck, später Hartungsches Amtshaus                                                                          | Die kurze Gasse verbindet Münchberger Straße und Humbertstraße. |      |
| Schneebergstraße                    | Schneeberg, Teil mehrerer nach markanten nahegelegenen Bergen des Fichtelgebirges benannter Straßen.                                                   | |      |
| Sonnenhöhe                          | Plakative Bezeichnung (Sonne) des Baugebietes auf einer Anhöhe in Richtung des Steinbühlberges.                                                        | |      |
| Sonnenleite                         | | |      |
| Sonnenstraße                        | | |      |
| Steinbühlleite                      | Liegt am Hang des Steinbühls (602 m) | |      |
| Talstraße                           | Tal: Straße mit starkem Gefälle | Die Talstraße wird durch den Mühlteichplatz in einen oberen und einen unter Abschnitt geteilt. Die Straße hat in der Nähe des Pfarrbachweges ihren tiefsten Punkt und steigt zum Mühlteichplatz und zur Münchberger Straße steil an. Die obere Talstraße steigt an bis zur Bergstraße. |      |
| Tannenweg                           | Tanne, Teil mehrerer nach Bäumen benannten Wege | |      |
| Waldsteinblick                      | Waldsteinzug mit Großem Waldstein, Teil mehrerer nach markanten nahegelegenen Bergen des Fichtelgebirges benannter Straßen.                            | |      |
| Weißdorfer Straße                   | Weißdorf | Die Durchgangsstraße von Weißdorf nach Zell im Fichtelgebirge (HO 20) untergliedert sich im Ort als Weißdorfer Straße, Marktplatz und Weißenstädter Straße. |      |
| Weißenstädter Straße                | Weißenstadt | Die Durchgangsstraße von Münchberg nach Weißenstadt (HO 18) untergliedert sich im Ort als Münchberger Straße, Marktplatz und Weißenstädter Straße. Die Durchgangsstraße von Weißdorf nach Zell im Fichtelgebirge (HO 20) untergliedert sich im Ort als Weißdorfer Straße, Marktplatz und Weißenstädter Straße.                                                                                          |      |
| Werkstraße                          | Benannt nach dem Joseph-Müller-Werk, Kunststoffpresswerk.                                                                                              | |      |
| Werner-Götz-Straße                  | Werner Götz, örtlicher Fabrikant, der in der Nachkriegszeit Web- und Strickwaren produzierte                                                           | |      |
| Wiesenstraße                        | | |      |

| Name/Jahr der Benennung/Geoposition | Namensherkunft | Lage | Bild |
| ----------------------------------- | --- | --- | ---- |
| Brandenstumpf                       | Der Name deutet auf die Entstehung des Weilers durch Brandrodung hin. | Brandenstumpf ist ein Ortsteil im Waldgebiet des Großen Waldsteins, erreichbar über die Einzelstraße. In unmittelbarer Nähe entspringt die Förmitzquelle. |      |
| Einzel                              | Benannt nach einer Einzelsiedlung in Richtung Brandenstumpf, Flurname Einöden | Bezeichnet aber auch das gesamte Siedlungsgebiet im Osten Sparnecks, Hauptverbindung ist die Einzelstraße |      |
| Germersreuth                        | Ursprünglich eigenes Dorf, zusammengewachsen mit Stockenroth | Ortsteil in Richtung Münchberg, HO 18 |      |
| Grohenbühl                          | Einzelsiedlung am Berg Grohenbühl (566 m) | Einzelsiedlung nahe der Immerseiben |      |
| Heimatliebe                         | Ursprünglich Ausflugsgaststätte auf dem Steinbühl (602 m) ins Leben gerufen von der nach Amerika ausgewanderten Sparneckerin Johanna Humbert, nach der die Humbertstraße benannt worden ist. | Das Anwesen auf der Höhe des Berges ist erreichbar über die Humbertstraße. Es ist weder Baudenkmal noch offizieller Teil der Ortsgliederung, ist aber dennoch eines der Wahrzeichen des Ortes.                                                                               |      |
| Immerseiben                         | | Weiler, Ortsteil im Südwesten Sparnecks, angrenzend Grohenbühl und Immershof |      |
| Immershof                           | | Einzelsiedlung nahe der Immerseiben |      |
| Reinersreuth                        | Ortsteil Reinersreuth | Ursprünglich eigenes Dorf, Ortsteil in Richtung Zell im Fichtelgebirge, HO 20 |      |
| Rohrmühle                           | | Einzelsiedlung am Ortsende in Richtung Stockenroth und Münchberg |      |
| Saalmühle                           | Ehemalige Mühle (Wassermühle, Getreidemühle) am Haidbach | Einzelsiedlung, Ortsteil im Nordwesten Sparnecks, die Saalemühle ist über die Saalmühlstraße erreichbar |      |
| Siedlung                            | Bezogen auf die Neuansiedlung in diesem Bereich | Die Siedlung bezeichnet den Bereich entlang der Weißdorfer Straße mit mehrheitlich nach Flüssen benannten Wegen. Hier haben sich nach dem Zweiten Weltkrieg vor allem Vertriebene und Arbeiter niedergelassen. Die Bezeichnung ist kein offizieller Teil der Ortsgliederung. |      |
| Stockenroth                         | Ursprünglich eigenes Dorf Stockenroth, zusammengewachsen mit Germersreuth | Ortsteil in Richtung Münchberg, HO 18 |      |
| Ziegelhütte                         | | Einzelsiedlung, Ortsende in Richtung Stockenroth und Münchberg |      |